# Hypnomys
Hypnomys è un genere di roditori di grosse dimensioni, appartenenti alla famiglia dei Gliridae, diffusi in passato nelle isole Baleari e attualmente estinti.
Se ne conoscono due specie:
- Hypnomys mahonensis, vissuta su Minorca
- Hypnomys morphaeus, vissuto su Maiorca